# Români (Neamţ)
Români é uma comuna romena localizada no distrito de Neamţ, na região de Moldávia. A comuna possui uma área de 53.90 km² e sua população era de 4492 habitantes segundo o censo de 2007.